# ニゴロブナ
ニゴロブナ（煮頃鮒、似五郎鮒とも。学名:Carassius buergeri grandoculis、Carassius auratus grandoculis）は、コイ目コイ科コイ亜科に分類されるフナ。日本の琵琶湖固有亜種で、琵琶湖やそれに流入出する河川、用水路などに生息する淡水魚である。
一説では、尺（約30cm）以上に育つと、やはり琵琶湖水系固有の近似種のゲンゴロウブナに似るため、「似五郎鮒」と名付けられたとされる。

## 形態
全長 35cm 程度に達する。他のフナ種と比べて頭部は大きく、低い体高で、ずんぐりしておらず、体長：体高比は2.7倍である。身(体幅)は厚い。ナガブナ（諏訪湖産）に形状が似ているという。
見分け方は、腹縁は角張っていることが特徴で、角ばった下あごは斜めに上向いている。鰓耙数は61（52-72）。条数は背鰭が1棘17（15-18）軟条、臀鰭は1棘5軟条を数える。

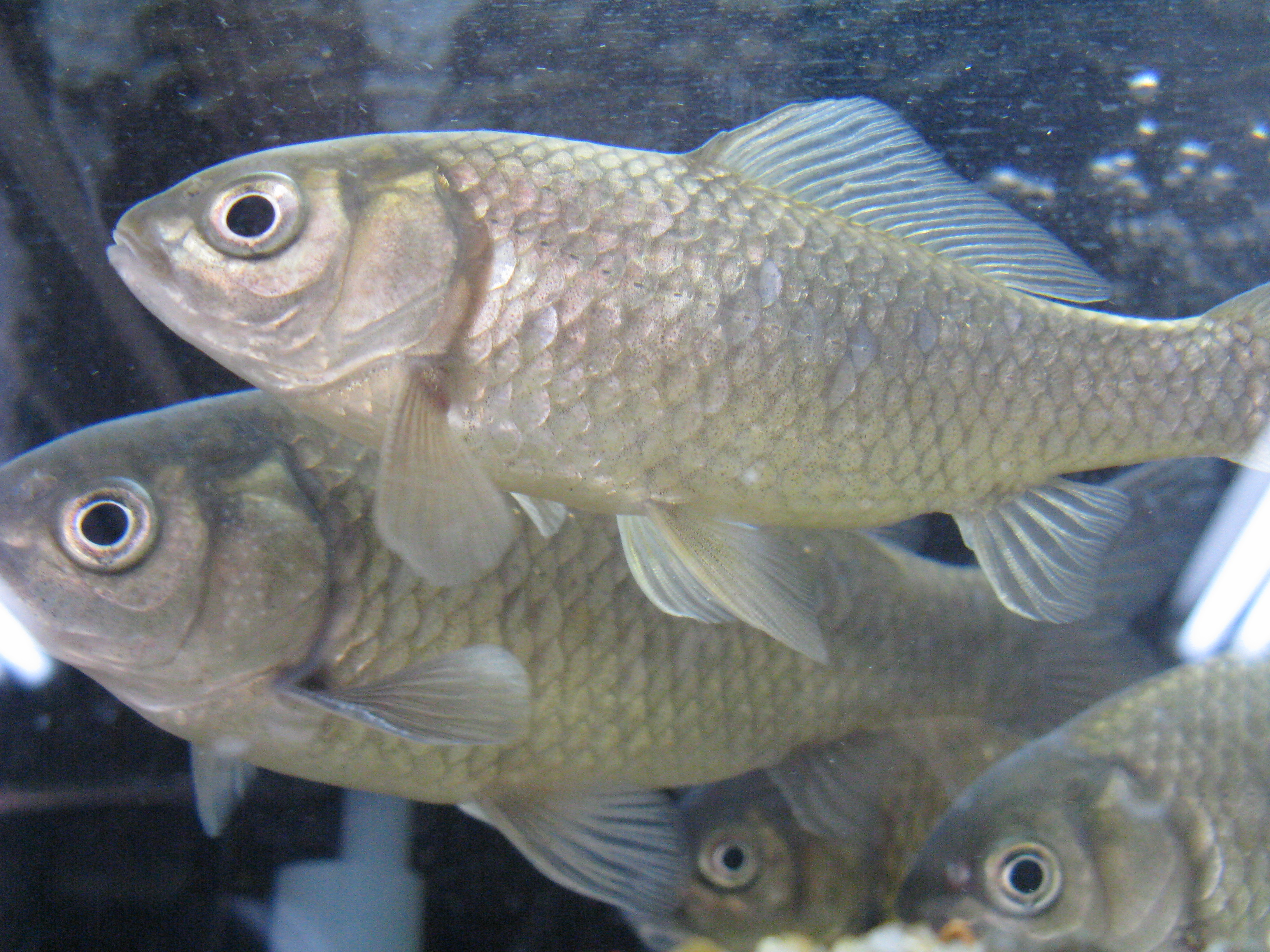
ニゴロブナ

## 生態
仔稚魚は琵琶湖のヨシ帯内部、すなわち水草の豊富な内湾に生息し、水面近くから中層くらいの深さにいる。成魚は夏季には浅瀬にいるが、冬場は深層に潜んでいる。
ニゴロブナの食性は主に動物性プランクトンに依存するが、草食性のヘラブナ用の餌であるイモダンゴを釣竿につけて釣ることもできる。
また、成長の過程で食性の生態が変わる。ある研究では、2種類を同じ囲いのなかで観察したところ、体長1cmほどの仔魚（幼生）では、ニゴロブナはほとんど藻類を摂食しなかったのに対し、同サイズのゲンゴロウブナの消化管内容物には、カサで25-50%の藻類が認められた。したがってニゴロブナ幼生の餌は全て浮遊するミジンコ目など動物性プランクトンであったが、マルミジンコ属（Chydorus）を特に好み、ついでアサガオケンミジンコ属（Mesocyclops）を食し、豊富なシカクミジンコ属（Alona）は捕食しないなど、偏食性がみられた。対してゲンゴロウブナの幼生は、藻類・ワムシを餌としており、両種の棲み分けがうかがえた。
しかしニゴロは体長 1cm 超の稚魚になると次第に藻類・ワムシが付着した水草をつつく行動をみせるようになり、2cm 級魚になると完全な雑食性をみせ、藻類（少量のワムシを含む）の割合が五分を占めるようになる。さらに成長すると、半底生の動物プランクトンを主な餌にするようになる。
繁殖期は4月から6月にかけてであり、浅瀬や内湖などのヨシ帯に、雨期で水位が上がった時、水草に産卵する。孵化した稚魚は、成長するにつれて沖合に移動し、2-3 年で成魚となる。

## 利用

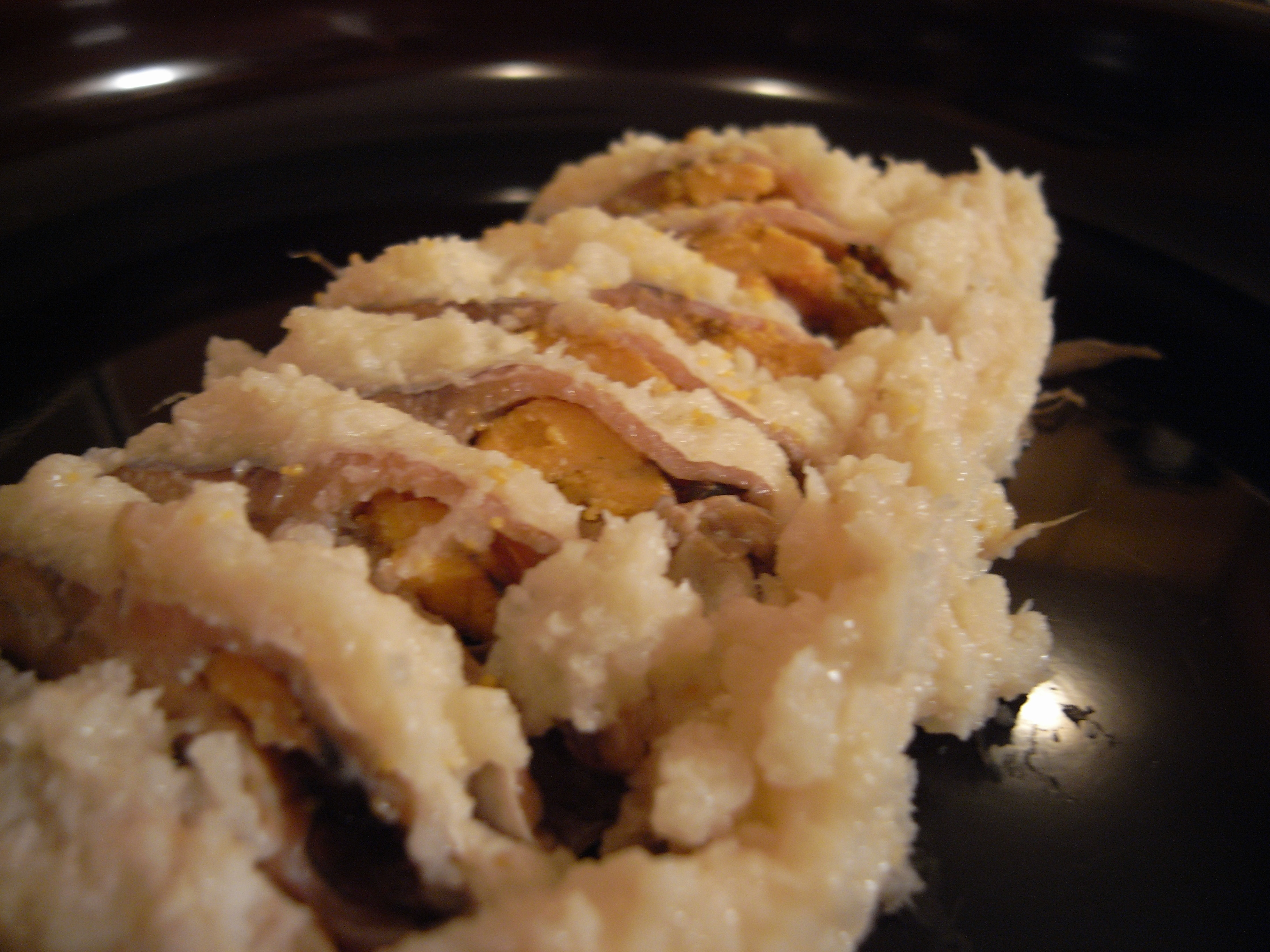
ふなずし。卵持ちのメス。

琵琶湖を擁する滋賀県の伝統的郷土料理である鮒寿司（なれずしの一種）の原料の食材として、珍重される。漁師は船上で、捕ったばかりの二ゴロブナを生食（刺身）やあら汁にして食べることもある。
鮒寿司は本来ニゴロブナのみを使うが、漁獲量が激減しているので、ゲンゴロウブナの代用品が作られる（両種とも絶滅危惧種指定）が、本物は骨まで軟らかく仕上がると評価される。ギンブナを代用することもあるという。

## 漁業規制
年間漁獲量は、1965年当時は500トンと推計されるが、1989年には178トン、1997年には年間18トンに激減した。そこで水産所で稚魚の種苗を確保し、水田などから琵琶湖水系に放流する試みが行われている。近頃では埼玉県あたりでも養殖されているという。
滋賀県ニゴロブナ資源回復計画により、2007年4月1日より全長22cm以下の個体については漁獲が禁止されているが、漁業者の自主規制により6月から12月の間の採取が自粛されている。この規制は全長25cm以下への引き上げが検討されている。有害外来種の駆除、産卵場所の回復も必要とされている。

### 生息数の減少
種の激減の理由としては、開発・工事による産卵場所の減少、および外来種の影響が挙げられる。後者については、ブラックバスやブルーギルなど外来魚によって、成魚や卵の捕食が実際に生じていると指摘される。しかし根本的要因ではなく、深刻化をもたらす二次的要素との見方もある。
ニゴロブナは琵琶湖のヨシ帯や内湖、水田に産卵する。そのヨシ帯の大半に湖岸堤が建設されており（1976–1991年）、内湖の数も（水田化のための干拓などにより）第二次世界大戦前の数分の一に減り、現存する内湖や田んぼへの移動も水門建設などで阻害される。
水田へのルートは、水門で阻まれたというより、圃場整備事業によって、田底がかさ上げされて段差ができたうえ、水路ではなく塩化ビニール製のパイプを通じてポンプで吸い上げて流し込む方式に代えられたため、魚の通り道がないのが現状である。